# Marshall Wace
Marshall Wace LLP ist ein Hedgefonds in London, der 1997 von Paul Marshall und Ian Wace gegründet wurde. Marshall ist Chairman und Chief Investment Officer und Wace ist Chief Executive Officer und Chief Risk Officer. Vor der Gründung des Fonds war Paul Marshall bei Mercury Asset Management und Ian Wace bei der Deutschen Bank tätig.
Das Unternehmen ist bekannt dafür, riskante Long- und Short-Positionen zu halten, durch die der globale Aktienmarkt stellenweise ins Schwanken gebracht wird. Viele Aktionäre orientieren sich an den von Marshall Wace – scherzhaft auch „Der Marschall“ genannt – gehaltenen Short-Positionen, um zu valutieren, ob sich der Kauf einer Aktie rentiert. Durch oft stark inszenierte Berichterstattung der Presse diesbezüglich, wird der Hedgefonds zum Indikator aber auch Manipulator des Aktienmarktes und kann die Entwicklung eines Unternehmens, zu dem die Short-Position gehalten wird stark beeinflussen.

## Geschichte
Im Jahr 1997 gründeten Marshall und Wace "Marshall Wace" mit einem verwalteten Grundkapital von 50 Millionen US-Dollar. 25 Mio. US-Dollar kamen von George Soros und weitere 25 Mio. US-Dollar von Familienmitgliedern und Freunden der Unternehmer.
Das Unternehmen verwaltet im Jahr 2019 mehr als 40 Mrd. US-Dollar und ist von Verwaltungsbüros in London, New York und Hongkong aus tätig.
Der Hauptsitz in London befindet sich an der Sloane Street.
Im Jahr 2015 erwarb Kohlberg Kravis Roberts & Co. einen 24,9 Prozent-Anteil an Marshall Wace und stockte danach zwei Mal um weitere 5 % auf.

## Strategie
Marshall Wace verwaltet eine Reihe grundlegender Short-Aktienfonds. Durch eine fundamentale Analyse werden Unternehmen identifiziert, die kurzfristig betrachtet falsch bewertet sind. Oft wird dabei auf Zusammenbruch des Unternehmens durch den Aufbau von Leerverkaufspositionen spekuliert. Die Firma verwendet computergestützte Ansätze nach festen Algorithmen und fundamentale Ansätze, etwa von Aktienanalysten. Je nach Entwicklung des beobachteten Unternehmens werden Positionen nach und nach hinzugefügt oder abgebaut.

## Beispiele
- 2014 hat Marshall Wace 27 Millionen Euro aus dem Zusammenbruch der portugiesischen Bank Banco Espirito Santo verdient.
- 2016 setzte Marshall Wace erfolgreich auf fallende Kurse der Aktie der Deutschen Bank.
- 2017 Marshall Wace wettet gegen Juventus Turin und verdient 5 Millionen Pfund.
- 2018 Marshall Wace wettet im Zuge der Brexit-Verhandlungen erfolgreich gegen zahlreiche britische Firmen wie Debenhams, Intu, Kingfisher, Dunelm Group und Superdry
- 2019 hat Marshall Wace etwa 20 Millionen Pfund durch fallende Kurse der Metro Bank PLC sowie Marks and Spencer Group und Ted Baker PLC verdient.